# Nikutowo
Nikutowo (dawniej niem. Nikutowen, od 1938 Niekuten) – osada w Polsce położona w województwie warmińsko-mazurskim, w powiecie mrągowskim, w gminie Mrągowo. W latach 1975–1998 miejscowość administracyjnie należała do województwa olsztyńskiego.

## Historia
Osada powstała w 1871 jako kolonia Mrągowa, założona przez radnego z Mrągowa Nikutowskiego. W 1904 majątek z gorzelnią obejmował obszar 14,5 włók i należał do Franciszka Olesia. 
W 1938 ówczesne władze niemieckie, w ramach akcji germanizacyjnej, zmieniły urzędowa nazwę wsi z Nikutowen na Nikuten. Po 1945 utworzono tu PGR.
W 1973 Nikutowo należało do sołectwa Probark.